# Neuenegg
Neuenegg est une commune suisse du canton de Berne, située dans l'arrondissement administratif de Berne-Mittelland.

Photo aérienne (1946)

## Géographie
Neuenegg se trouve dans l'arrondissement administratif de Berne-Mittelland, sur un plateau de la rive droite de la Singine. Elle comprend le village de Neuenegg, la partie occidentale de Thörishaus et plusieurs hameaux dont Bärfischenhaus, Bramberg, Brügelbach et Landstuhl, ainsi qu'une partie de la forêt du Forst, appartenant à la commune bourgeoise de Berne.
Le territoire de Neuenegg s'étend sur 21,87 km2. Lors du relevé de 2013-2018, les surfaces d'habitations et d'infrastructures représentaient 9,7 % de sa superficie, les surfaces agricoles 51,9 %, les surfaces boisées 38,2 % et les surfaces improductives 0,5 %.

### Transports
Neuenegg se situe sur la ligne de chemin de fer Flamatt – Laupen qui est desservie[Quand ?] par le réseau express régional bernois à la gare de Neuenegg.

## Histoire
Après avoir fait partie de la seigneurie de Laupen, Neuenegg revient à la ville de Berne avec cette dernière en 1324. Le village abrite alors l'une des six cours de justice du bailliage de Laupen ; le tribunal siégeait devant le cimetière, plus tard à l'auberge. Pour les affaires militaires, Neuenegg relevait de la juridiction de Sternenberg (dite aussi de Neuenegg), dont le lieu de justice médiéval (Landstuhl, aujourd'hui simple lieu-dit) se trouvait le long de la route menant à Berne. C'est sur le Bramberg qu'a lieu la bataille décisive de la guerre de Laupen en 1339 (monument de 1853) et que les Bernois affrontent les Français en 1798 (obélisque érigé en 1864-1866).
L'église Saint-Jean, mentionnée en 1227 (nef des XIIIe et XIVe siècles, chœur vers 1452, tour de 1512-1516), constituait le centre d'une paroisse réunissant, jusqu'à la Réforme (1528), les habitants de Laupen et ceux de la rive gauche de la Singine, autour de Flamatt. Le patronage revient aux chevaliers teutoniques en 1227 à la suite d'une donation de l'empereur Frédéric II, en 1235 à leur commanderie de Köniz et en 1729 à Berne avec cette dernière. Le village de Neuenegg abrite une école à partir du XVIIe siècle ; des bâtiments scolaires sont construits à Landstuhl, Bramberg, Süri et Neuenegg-Au aux XIXe et XXe siècles ; l'école secondaire de Neuenegg date de 1909.
Le village était situé sur la grande route de Berne à Fribourg, qui passait à l'origine par Laupen, avant d'emprunter directement le nouveau pont à péage de la Singine construit par Fribourg au départ de Neuenegg en 1470. Depuis la seconde moitié du XIXe siècle et l'ouverture des nouveaux axes du Wangental (de) (route cantonale en 1857, chemin de fer en 1860, autoroute en 1976), le trafic s'est déplacé à l'est du territoire communal, à la hauteur de Thörishaus. 
Neuenegg est englobée dans l'agglomération bernoise dans les années 1960 et plusieurs nouveaux quartiers voient le jour (Striten, Pfrundgschick, Zilmatt). 

## Toponymie
Le nom de la commune est formé de l'adjectif neu (nouveau) et du substantif Egg. Ce dernier terme désigne une pointe, un bord ou un angle et prend le plus souvent le sens d'une crête ou d'un talus dans un nom de lieu ; il se réfère en l'occurrence au monticule de la forêt du Forst, situé au nord de la commune. Le premier élément vise probablement à opposer ce lieu à Flamatt, habité depuis plus longtemps.
La première occurrence écrite du toponyme date de 1154, sous la forme de Nunica.

## Population et société

### Surnom
Les habitants de la commune sont surnommés die Holzbirnen, soit les poires sauvages.

#### Évolution de la population
La commune compte 5 771 habitants au 31 décembre 2023 pour une densité de population de 264 hab/km2. Sur la période 2010-2019, sa population a augmenté de 15,0 % (canton : 6,1 % ; Suisse : 9,4 %).  

#### Pyramide des âges
En 2023, le taux de personnes de moins de 30 ans s'élève à 30,6 %, au-dessus de la valeur cantonale (29,9 %). Le taux de personnes de plus de 60 ans est quant à lui de 27,8 %, alors qu'il est de 28,9 % au niveau cantonal.
La même année, la commune compte 2 900 hommes pour 2 871 femmes, soit un taux de 50,3 % d'hommes, supérieur à celui du canton (49,1 %).
| Hommes | Classe d’âge | Femmes |
| ------ | ------------ | ------ |
| 0,7    | 90 ans ou +  | 0,9    |
| 9,5    | 75 à 89 ans  | 10,6   |
| 16,9   | 60 à 74 ans  | 16,9   |
| 21,1   | 45 à 59 ans  | 22,0   |
| 20,4   | 30 à 44 ans  | 19,5   |
| 16,0   | 15 à 29 ans  | 15,2   |
| 15,3   | - de 14 ans  | 14,7   |

| Hommes | Classe d’âge | Femmes |
| ------ | ------------ | ------ |
| 0,7    | 90 ans ou +  | 1,6    |
| 8,8    | 75 à 89 ans  | 11,0   |
| 17,6   | 60 à 74 ans  | 18,1   |
| 21,0   | 45 à 59 ans  | 20,4   |
| 20,9   | 30 à 44 ans  | 20,2   |
| 15,9   | 15 à 29 ans  | 14,9   |
| 15,1   | - de 14 ans  | 13,8   |

## Économie
Après le raccordement de cette commune à vocation jusqu'alors agricole et artisanale au Chemin de fer de la Singine entre Flamatt-Gümmenen (1903), Nestlé inaugure une fabrique de lait condensé, fermée en 1921. L'entreprise bernoise Wander reprend les locaux en 1927 pour y fabriquer ses produits à base de malte (Ovomaltine, notamment). 
Passée en 1967 sous le contrôle d'entreprises bâloises (Sandow, Novartis), rachetée en 2002 par Associated British Foods, Wander est, à côté d'entreprises de construction et de transformation du bois, le premier pourvoyeur d'emplois à Neuenegg, où se concentre sa production depuis 2006.
Le secteur secondaire fournissait 40 % des emplois en 2005, le secteur tertiaire 43 %.

## Héraldique
| Blason de Neuenegg | Blason  | D’azur à l'étoile d'or sur un mont de trois coupeaux de sinople (trad.).                                                                    |
| Blason de Neuenegg | Détails | Les armoiries rappellent la juridiction de Sternenberg (Stern signifie étoile et Berg la montagne en allemand), qui se situait à Landstuhl. |